# Certificat de conformité environnementale au Bénin
Le Certificat de Conformité Environnementale (CCE) ou Certificat de Conformité Environnementale et Sociale (CCES) est une attestation délivrée pour confirmer la faisabilité environnementale d'un projet, à la suite de l'étude d'impact environnemental de ce projet. Il est régi par le décret N°2017-332 du 06 juillet 2017 portant organisation des procédures de l'évaluation environnementale en République du Bénin.

## Historique
Le Certificat de Conformité Environnementale au Bénin est né à la suite du décret N°2017-332 du 06 juillet 2017 portant organisation des procédures de l'évaluation environnementale en République du Bénin.

## Description
L'évaluation environnementale peut-être définie comme toute procédure à la fois administrative et technique permettant d'assurer la prise en compte des enjeux et des risques environnementaux dans les processus de conception, d'approbation, de planification, d'exécution et de suivi-évaluation d'une politique, d'un plan, d'un programme, d'un projet ou de toute activité visant le développement socio-économique.
L'évaluation environnementale est faite par l'Agence Béninoise pour l'Environnement (ABE) qui est l'institution compétente, sous la tutelle du ministère du cadre de vie et du développement durable, et qui est habilitée à étudier la faisabilité environnementale des projets à réaliser au Bénin. À la suite de cette étude de faisabilité environnementale, il peut être délivré un certificat de conformité environnementale conformément à la procédure de délivrance en vigueur.

## Procédure de délivrance
Le Certificat de Conformité Environnementale est délivré par le Ministre chargé de l'Environnement, après avis technique de l'Agence Béninoise pour l'Environnement.
La procédure se fait en ligne par une demande effectuée par le promoteur du projet qui doit fournir différents documents au soutien de sa demande et le montant de la prestation varie en fonction du coût prévisionnel d'exécution du projet. Cette procédure se déroule en plusieurs phases et démarre par la demande pour se terminer par la décision de délivrance du certificat de conformité environnementale,.